# Немања Ковачевић
Немања Ковачевић (Панчево, 19. март 1985) српски је кошаркаш који игра на позицији плејмејкера.

## Клупска каријера
Као пионир и кадет (1998-2003) поникао је у екипи Беопетрол. Са Беопетролом постаје шампион кадетског првенства Србије и шампион кадетског првенства Југославије, одакле 2003. године одлази у Атлас, осваја јуниорско првенство Србије и 3 место за јуниоре Србије и Црне Горе. Ту започиње своју професионалну каријеру.
Током каријере је наступао за Беопетрол, Атлас, Јагодину, Улцињ, Херцеговац из Билеће, Леотар из Требиња, Свислајон Таково из Вршца, Раднички Крагујевац, Тамиш из Панчева, Војводину из Новог Сада, Чапљина Ласта, ПВСК пантерс из Печуја, Шардари Горган из Ирана, Питешти из Питештија, Левицки Патриоти из Словачке, Грађански из Бијељине, Свис Централ Баскет и Цирих из Швајцарске. У сезони 2008/09. је играо за екипу Свислајон Таково са којом је успео да избори учешће у АБА лиги.

## Успеси
- Дефанзивни играч године у Босни и Херцеговини у сезони 2011/12.
- 1. место у Супер лиги са 5,2 асистенција по утакмици.
- 1. место у Супер лиги са 2,2 освојених лопти по утакмици.
- 2. МВП Босанске Супер лиге (Лига 6) 2012/13.
- 2. најбољих пет у иранској Суперлиги у сезони 2013/14.
- 2. место у Супер лиги са 4,17 асистенција по утакмици.
- У најбољем тиму иранске Суперлиге 2013/14.
- Првих пет на All star игре СБЛ лиге 2015/16, Словачка.
- 2. најбољи асистент лиге 2016/17, Швајцарска.